# Beli Mawr
Beli Mawr fab Mynogan (walisisch ['beli maur vaːb mɘ'nogan]: „Beli der Große, Sohn des Mynogan“), auch Beli Mawr vab Manogan, ist eine Gestalt aus der walisischen Sage. Er wird als mythischer Ahnherr einiger walisischer Adelsgeschlechter genannt.

## Mythologie und Etymologie
In den Erzählungen Breuddwyd Macsen („Macsens Traum“) und Cyfranc Lludd a Llefelys („Die Geschichte von Lludd und Llefelys“) und in den Zweigen des Mabinogi ist er König Britanniens, Sohn des Mynogan und Partner der Anu und der Dôn. Seine Kinder sind unter anderem die Söhne Afallach, Lludd oder Nudd, Llefelys, Gwydyon und Caswallawn sowie die Töchter Penarddun und Arianrhod, sein Enkel ist Gwynn fab Nudd. 
„Habt ihr Neuigkeiten?“ sprach Manawydan. „Nein“, sprachen sie, „außer dass Caswallawn, der Sohn Belis, sich der Insel der Starken bemächtigt hat und als gekrönter König in London weilt.“ (Branwen ferch Llŷr, „Branwen, Llŷrs Tochter“)
Beli Mawr wird als Sagengestalt angesehen, deren Name vielleicht mit der altkeltischen Gottheit Belenus in Verbindung gebracht werden kann. Sein Name könne wie bei diesem "Der Strahlende" bedeuten. Er wird auch mit irischen Sagengestalten wie Balor, Dian Cecht und vor allem Bile verglichen. Allerdings hat Birkhan seinen Zweifel zu diesen Deutungen geäußert.
Geoffrey of Monmouth nennt ihn in seiner Historia Brittonum Belinus filius Minocanni (in der ursprünglichen Version als Sohn des Digueillus), aber auch Hely, der sich nach einem Streit mit seinem Bruder Brennus die Herrschaft über Gallien und Britannien nahm. Er erwähnt ihn zudem als Gegner Caesars bei der Eroberung Britanniens durch die Römer. Von einem Vater Manogan oder Mynogan ist bei Geoffrey allerdings nichts zu finden.